# Gewone melkdistel
De gewone melkdistel (Sonchus oleraceus) is een eenjarige plant, die behoort tot de composietenfamilie (Asteraceae). De soort komt voor op bouwland, in moestuinen en in bermen.

## Beschrijving
De plant kan tot 1,5 m hoog worden en bloeit van juli tot de eerste nachtvorst. De plant groeit het best op vochtige, zeer voedselrijke grond, maar komt ook voor op het bovenste gedeelte van kademuren.
De kiemplant heeft lepelvormige bladen met gladde rand, die bedekt zijn met een poederachtige, grijze waas.
De gewone melkdistel heeft weke, dofgroene stengelbladen met spitse oortjes aan de bladvoet en vormt een penwortel. De stengel kan naar beneden toe enigszins roodgekleurd zijn. 
De bloemkorfjes met lichtgele lintbloemen zijn kleiner dan die van de paardenbloem en zijn 's middags gesloten. Het omwindsel is kaal en heeft geen klierharen. 
De vruchtjes hebben overlangse ribben en zijn bovendien dwars gerimpeld.

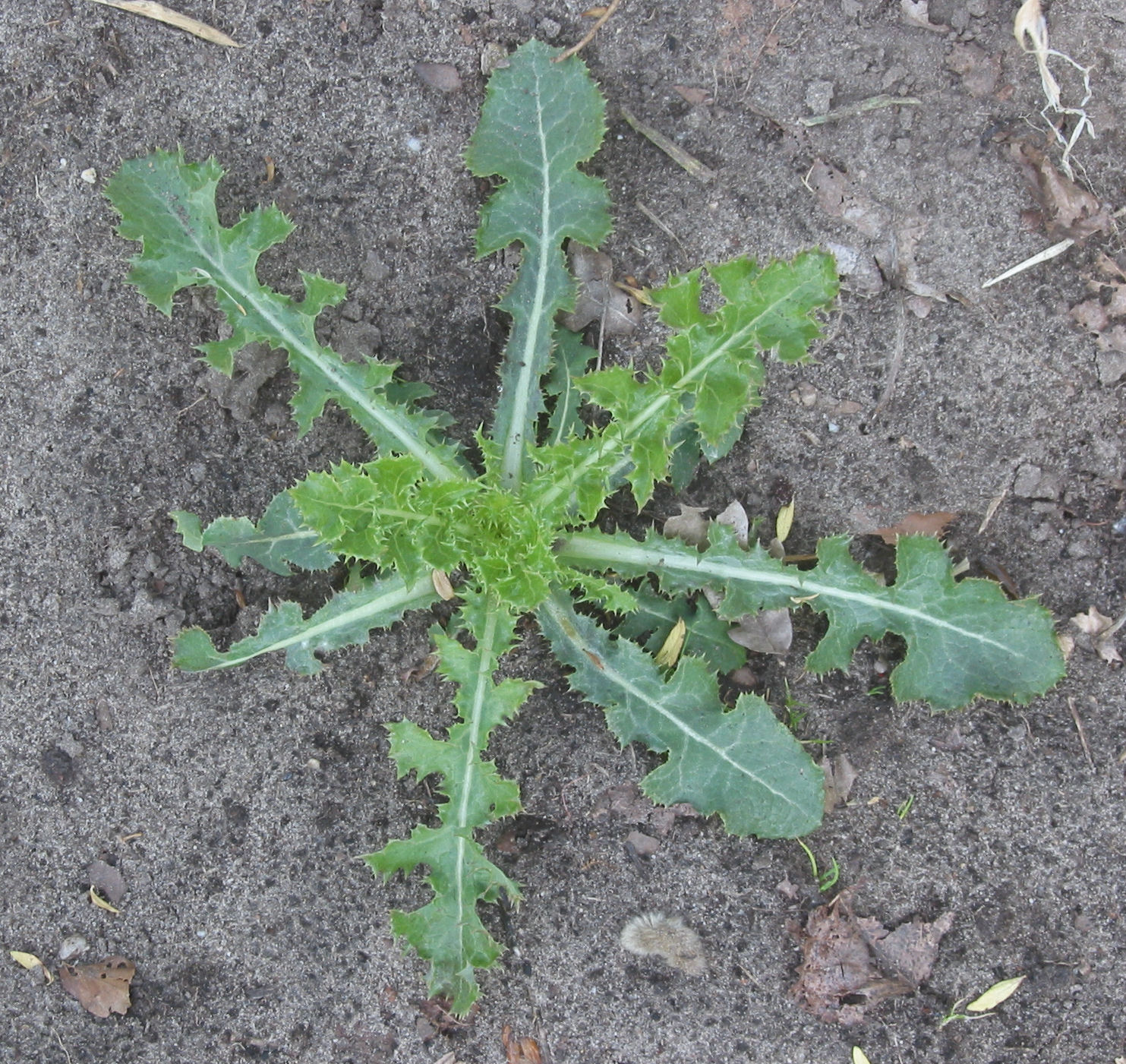
Wortelrozet
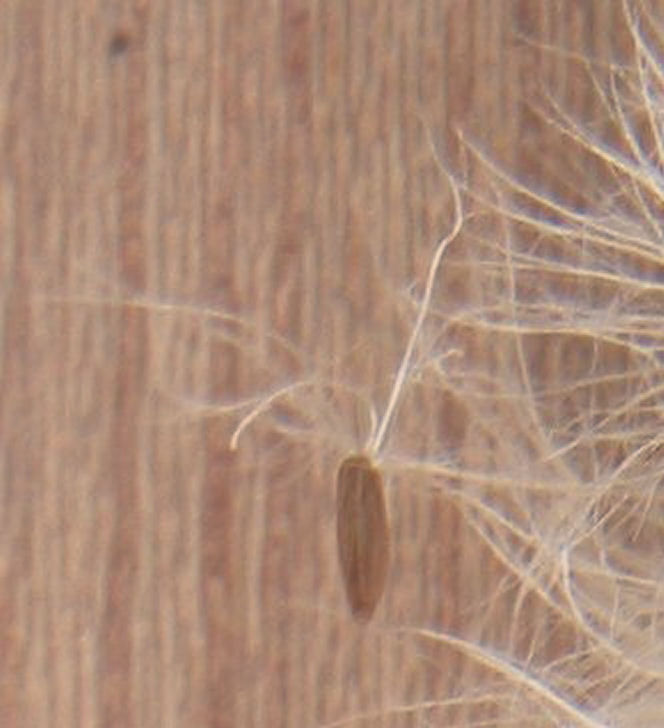
Vruchtje met vruchtpluis

## Groente
Het jonge blad van deze plant is eetbaar.

## Aantastingen
Verschillende bladmineerders zijn op de gewone melkdistel te vinden.

## Etymologie
Sonchus is afkomstig van het Griekse somphos, dat hol of zacht betekent. Het slaat waarschijnlijk op de broze, holle stengel. De soortaanduiding oleraceus wil zeggen dat de plant als groente wordt gebruikt.